# Théâtre des Variétés

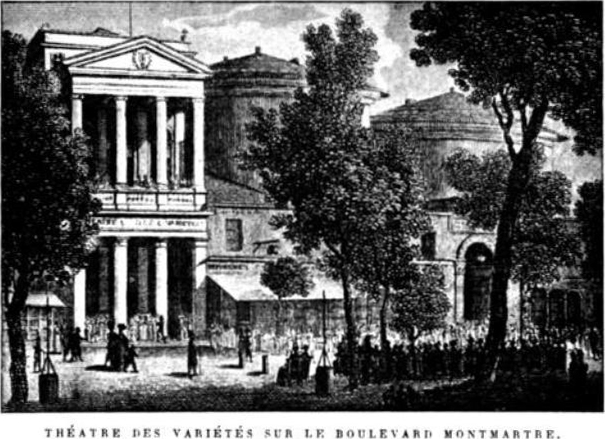
El Théâtre des Variétés hacia 1820.

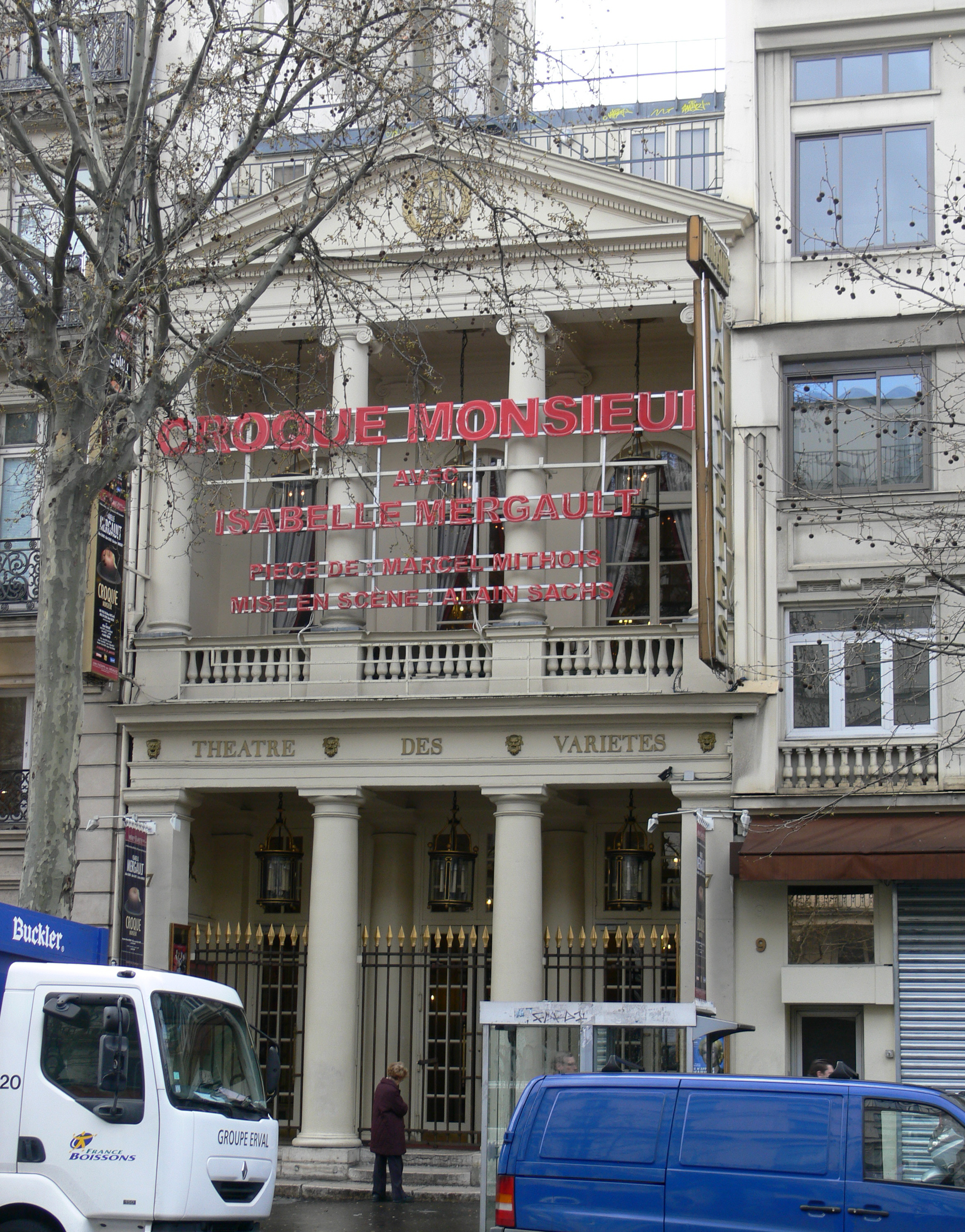
El Théâtre des Variétés en 2008.

El Théâtre des Variétés (Teatro de variedades, en francés) es una sala teatro y espectáculos ubicada en el número 7 del bulevar Montmartre, en el II Distrito de París. Fue declarado monumento histórico en 1975.
Se debe su creación a Marguerite Brunet, llamada Mademoiselle Montansier. Habiendo sido encarcelada por deudas en 1803 y mal vista por el gobierno, un decreto de 1806 ordenó la evacuación del Théâtre du Palais-Royal, que entonces se llamaba «Variedades». El propósito de dicho decreto era evacuar a la troupe de Montansier para hacer sitio para el vecino Théâtre-Français, cuya sala estaba entonces desierta, mientras que la de las variedades de Montansier disfrutaba de un enorme éxito. Muy descontenta por tener que evacuar el 1 de enero de 1807, Montansier fue recibida por el emperador, y, a sus 77 años, obtuvo su ayuda y protección. Entonces, reunió la Société des Cinq ('Sociedad de los Cinco'), que dirigía su troupe, para construir un nuevo escenario, el que ahora está junto al pasaje de Panoramas. Fue inaugurado el 24 de junio de 1807.

## Creaciones
- 1864: La Belle Hélène, opera buffa de Jacques Offenbach, libreto de Meilhac y Halévy
- 1866: Barbe-Bleue, opera buffa de Jacques Offenbach, libreto de Meilhac y Halévy
- 1867: La Grande-Duchesse de Gérolstein, opera buffa de Jacques Offenbach, libreto de Meilhac y Halévy
- 1868: La Périchole, opera buffa de Jacques Offenbach, libreto de Meilhac y Halévy
- 1869: Les brigands, opera buffa de Jacques Offenbach, libreto de Meilhac y Halévy
- 1946: César, de Marcel Pagnol, según su película homónima.

## Directores
- 1807–1819: Mademoiselle Montansier
- 1820–1830: M. Mira Brunet
- 1830–1836: Armand Dartois
- 1836: Philippe François Pinel Dumanoir
- 1837–1839: M. Jean-François Bayard
- 1839: M. Jouslin de la Salle
- 1840: M. Leroy
- 1840–1847: M. Nestor Roqueplan
- 1847–1849: M. Morin
- 1849–1851: M. Thibeaudeau-Milon (M. Bowes, propietario)
- 1851–1854: M. Carpier (M. Bowes, propriétaire)
- 1855: MM. Laurencin & Zacheroni (M. Bowes, propietario)
- 1855: M. Hippolyte & Théodore Cogniard
- 1856–1869: MM. Hippolyte Cogniard & Jules Noriac
- 1869–1891: M. Eugène Bertrand
- 1892–1914: M. Fernand Samuel
- 1914–1940: M. Max Maurey
- 1940–1943: M. Émile Petit
- 1944–1945: MM. Max Maurey & Émile Petit
- 1946–1947: MM. Max Maurey & Denis Maurey
- 1947–1975: MM. Denis & Marcel Maurey
- 1975–1989: M. Jean-Michel Rouzière
- 1989–1991: M. Francis Lemonnier
- 1991–2004: M. Jean-Paul Belmondo
- Desde 2005: M. Jean-Manuel Bajen